# Zamek cesarski we Wrocławiu
Zamek Lewobrzeżny, także Zamek Książąt Śląskich, później Zamek cesarski − niezachowany zamek we Wrocławiu, położony w miejscu obecnego gmachu głównego Uniwersytetu Wrocławskiego.
Pierwsze zabudowania w miejscu późniejszego zamku powstały za czasów Henryka I Brodatego, który wzniósł dwór, prawdopodobnie drewniany. Po śmierci Henryka II Pobożnego dwór ten użytkowała do śmierci księżna Anna. Do tego czasu w obrębie dworu powstała ceglana wieża o kształcie cylindrycznym. Z czasem dwór przekształcił się w zamek złożony z pałacu, skrzydła gospodarczego i tejże wieży, które tworzyły trójkątny dziedziniec, a cały zespół przylegał do Odry. W późniejszych latach to zamek lewobrzeżny był siedzibą książąt wrocławskich.
Po wymarciu Piastów wrocławskich rozbudowę zamku kontynuował w latach 1346-1378 cesarz Karol IV Luksemburski, który wielokrotnie odwiedzał miasto. Za jego panowania wzniesiono m.in. kolejną wieżę i ukształtowano zespół w formie pięcioskrzydłowej z trzema dziedzińcami o nieregularnych kształtach. Kolejne przebudowy miały miejsce w latach 1469, 1554, 1563, 1572-1575 i 1611, ale ich najważniejszym efektem była budowa renesansowych krużganków otaczających dwa dziedzińce.
Począwszy od połowy XVI wieku znaczenie Wrocławia spadało, a w 1659 r. cesarz Leopold I przekazał tereny zamkowe jezuitom, którzy rozpoczęli rozbiórkę i przystąpili do wznoszenia w jej miejscu budowli na potrzeby kolegium. Jako pierwsze rozebrano skrzydło południowe, gdzie powstał kościół Imienia Jezus, a skrzydło zachodnie i stajnie wyburzono w latach 1728-1731 pod budowę gmachu głównego akademii. W miejscu bramy zamkowej powstało łukowate przejście w gmachu akademii, które łączy obecnie Plac Uniwersytecki przez ulicę Grodzką z Mostem Uniwersyteckim. Główne skrzydło pałacu zaadaptowano na cele mieszkalne i przetrwało do czasu budowy konwiktu św. Józefa w latach 1734-1755. Skrzydło północne rozebrane zaś dopiero w latach 1851-1858.
Jedynym ocalałym elementem zamku jest piętrowy fragment skrzydła wschodniego służący jako zakrystia kościoła Imienia Jezus.